# 愛媛製紙
愛媛製紙株式会社（えひめせいし、英文名称EHIME PAPER MFG CO.,LTD.）は、カミグループの製紙会社。
愛媛県四国中央市に工場を持ち、段ボール原紙および家庭用薄葉紙を製造する。薄葉紙はカミグループ内の加工会社に供給され、エルモアブランドで販売される。

## 沿革
- 1953年 - 「銅山川製紙株式会社」設立、包装紙の製造を開始。
- 1959年 - 段ボール中芯原紙製造開始。
- 1961年 - 「愛媛製紙株式会社」に社名変更。
- 1969年 - 1号長網多筒式抄紙機新設。
- 1973年 - 1、2号活性汚泥処理設備を新設。2号長網多筒式抄紙機新設。
- 1974年 - ロータリーキルン式焼却設備を新設。
- 1978年 - 家庭用薄葉紙製造開始。5号ベストフォーマー抄紙機新設。
- 1982年 - 原料処理設備を新設。3号活性汚泥処理設備を増設。
- 1983年 - 6号ベストフォーマー抄紙機新設。
- 1986年 - 自家発電設備（火力発電所）を新設。
- 1987年 - 7号ベストフォーマー抄紙機新設。
- 1988年 - ディーゼル発電設備を新設。
- 1991年 - 8号ベストフォーマー抄紙機新設。高圧ガス製造設備を新設。
- 1997年 - 10号クレセントフォーマー抄紙機新設。
- 2001年 - 自家発電設備（火力発電所）を増設。
- 2003年 - 板紙自動倉庫設備を新設。11号クレセントフォーマー抄紙機新設。
- 2005年 - 11号抄紙機に高圧ガス設備を導入。
- 2013年 - 8号ベストフォーマー抄紙機をクレセントフォーマー抄紙機に改造。
- 2021年 - バイオマスボイラ自家発電設備を稼働。

## 事業所
- 本社・工場 - 愛媛県四国中央市村松町370番地